# مری ریسر
مری ریسر (به انگلیسی: Mary Reeser) (۸ مارس ۱۸۸۴–۲ ژوئیهٔ ۱۹۵۱) زنی بود که گمان می‌رود مرگ وی ناشی از احتراق خودبه‌خودی انسان باشد.

## مرگ
حوالی ساعت ۸ بامداد ۲ ژوئیه ۱۹۵۱، پنسی کارپنتر (صاحبخانهٔ ریسر) به آپارتمان او مراجعه کرد تا یک تلگرام را به او تحویل بدهد. زمانی که کارپنتر متوجه شد دستگیرهٔ فلزی در ورودی بیش از اندازه گرم است با پلیس تماس گرفت.
بقایای ریسر (که عمدتاً خاکستر بود) در میان بقایای صندلی‌ای که روی آن نشسته بود پیدا شد. قسمتی از پای چپ او به‌همراه ستون مهره‌ها و جمجمه‌اش (که جمع و کوچک شده‌بود) تنها چیزهایی بودند که از او باقی مانده بود. اجسام پلاستیکی موجود در محل آتش‌سوزی نرم شده و شکل خود را از دست داده بودند، بالای دیوارها دود گرفته بود و کلید و پریزها تاب برداشته بودند. مجموع وزن بقایای ریسر و صندلی سوخته ۴/۵ کیلوگرم بود در حالی که او در زمان حیاتش ۷۹ کیلوگرم وزن داشت.
در ۷ ژوئیه ۱۹۵۱، جی. آر ریکرت رئیس پلیس سن پترزبورگ جعبه‌ای حاوی شواهد به‌دست آمده از محل حادثه را برای اف‌بی‌آی ارسال کرد. این شواهد شامل قطعات شیشه‌ای یافت شده در خاکستر، شش شی کوچک که تصور می‌شد دندان هستند، قسمتی از فرش و کفش باقی‌مانده در پای ریسر بودند. یادداشتی از جانب ریکرت ضمیمهٔ شواهد بود که در آن درخواست شده‌بود «هرگونه اطلاعات یا نظریه‌ای که بتواند توضیح دهد چگونه می‌توان بدن انسان را تا این حد نابود کرد و آتش را در یک منطقهٔ کوچک محدود کرد و آسیب ناچیزی به ساختمان و اثاثیهٔ اتاق وارد کرد» به آن‌ها داده شود.
سرانجام اف‌بی‌آی اعلام کرد که مرگ ریسر به‌واسطهٔ اثر فتیله قابل توضیح است. از آنجا که ریسر قرص خواب‌آور مصرف می‌کرد، آن‌ها فرض کردند که او هنگام سیگار کشیدن بیهوش شده و جامه‌ای که بر تن داشته آتش گرفته‌است. در گزارش اف‌بی‌آی آمده‌است: «هنگامی که بدن آتش می‌گیرد، به اندازهٔ کافی چربی و سایر مواد قابل اشتعال در آن وجود دارد که می‌توانند موجب مقادیر متفاوتی از تخریب شوند. گاهی این تخریب در اثر احتراق تا جایی ادامه می‌یابد که منجر به سوختن کامل بدن می‌شود.»